# 16357 Risanpei
16357 Risanpei è un asteroide della fascia principale. Scoperto nel 1976, presenta un'orbita caratterizzata da un semiasse maggiore pari a 2,2978977 UA e da un'eccentricità di 0,1847052, inclinata di 6,41656° rispetto all'eclittica.